# أرنيت مولتري
أرنيت مولتري (بالإنجليزية: Arnett Moultrie)‏ مواليد 18 نوفمبر 1990 في كوينز، هو لاعب كرة سلة محترف أمريكي بدأ مسيرته الاحترافية في سنة 2012 حيث تم اختياره من قبل فريق ميامي هيت خلال الدرافت، يلعب في دوري بورتوريكو لكرة السلة ويحمل الرقم 4. يبلغ طوله 6 قدم 10 بوصة (2.1 م).

## فرق لعب لها
- فيلادلفيا سفنتي سيكسرز
- جيانغسو دراجونز

## إحصائيات المسيرة

### الموسم الاعتيادي
| السنة   | الفريق                 | لعب | بدأ | دقيقة | ميداني% | ثلاثية | حرة  | ارتداد | صنع | استلاب | تصدي | نقطة |
| ------- | ---------------------- | --- | --- | ----- | ------- | ------ | ---- | ------ | --- | ------ | ---- | ---- |
| 2012–13 | فيلادلفيا سفنتي سيكسرز | 47  | 0   | 11.5  | .582    | .000   | .643 | 3.1    | 0.2 | 0.4    | 0.2  | 3.7  |
| 2013–14 | فيلادلفيا سفنتي سيكسرز | 12  | 2   | 15.6  | .421    | .000   | .800 | 2.9    | 0.2 | 0.7    | 0.3  | 3.0  |
| المسيرة | المسيرة                | 59  | 2   | 12.4  | .547    | .000   | .667 | 3.1    | 0.2 | 0.4    | 0.2  | 3.6  |

## روابط خارجية
- أرنيت مولتري على موقع الاتحاد الدولي لكرة السلة (الإنجليزية)
- أرنيت مولتري على موقع إن بي أي (الإنجليزية)
- أرنيت مولتري على موقع الدوري التايواني الممتاز لكرة السلة (الصينية)
- أرنيت مولتري على موقع سبورتس رفرنس (الإنجليزية)
- أرنيت مولتري على موقع كرة السلة الأوروبية.كوم (الإنجليزية)
- أرنيت مولتري على موقع إي إس بي إن.كوم (الإنجليزية)
- أرنيت مولتري على موقع كلية كرة السلة في سبورتس رفرنس.كوم (الإنجليزية)
- أرنيت مولتري على موقع ريلجم (الإنجليزية)
- أرنيت مولتري على موقع بروبوليرز (الإنجليزية)
- أرنيت مولتري على موقع سبورتس رفرنس (الإنجليزية)